# 決算公告
決算公告（けっさんこうこく）とは、会社法の規定に基づき定時株主総会の終結後遅滞なく、会社が定款に定めた公告方法によって公告する、財務情報の開示である。

## 概要
1会計年度（事業年度、会計期間）の終了後の決算で作成された貸借対照表及び損益計算書は、株主総会による承認等、法で定められた手順を遵守した後、速やかに公告されることが義務付けられている。
しかし、決算公告が義務であることは一般的に認知されておらず、その義務を履行している株式会社も非上場企業では一部のみにとどまる。東京商工リサーチの調査によると、官報で決算公告した株式会社は2021年は40,154社で、全株式会社の1.5%であった。法務省は、罰則の厳格化よりも、決算公告を自発的に行う環境の整備が重要であるとの立場を示している。

日本では多くの企業が3月決算であることから、その株主総会が開かれる6月に決算公告が集中する（決算期が異なる場合は、それに応じて公告時期も変わる）。また、日刊新聞紙上で公告される場合は、全国紙であれば日本経済新聞に公告を掲載する企業が多いが、関西発祥の企業を中心に産経新聞に公告を掲載する会社もそれなりにあった。非上場企業では官報への掲載が主流だが地元の地方紙に掲載されることもある。しかし、2001年の法改正以降、新聞への決算公告の掲載は大幅に減少。「平年は自社Webサイトで公開するが、災害などやむを得ないときのみ新聞に掲載する」と定款で規定する企業が多くなっている（後述）。

## 根拠法令
- 会社法　第440条、第939条等

## 決算公告の義務
- 原則として、株式会社は定時株主総会の終結後に貸借対照表の公告が求められるが、会社法上の大会社は損益計算書の公告も求められる（会社法第440条第1項）。
- また官報や時事に関する日刊新聞紙等の紙媒体を利用する場合は、大会社かどうかといった会社の規模に関係なく、貸借対照表（大会社においては損益計算書も）の要旨の提供のみで許される（会社法第440条第2項）。
- Webサイトへの掲載等による電磁的方法で、会社法第440条第1項に定める内容を定時株主総会終了の日から5年間継続公開すれば、定款に定める公告の方法が官報や新聞によるものであったとしても、通常の決算公告に代替することができる（会社法第440条第3項）。
- また、金融商品取引法に定める有価証券報告書の提出義務がある会社（株式上場企業など）は、決算内容が有価証券報告書によって広く一般に、かつ詳細な内容で開示されていることから、決算公告は不要とされる（会社法第440条第4項）。

## 罰則
- 公告を行わなかったとき、不正の公告を行ったときは代表者等の役員が100万円以下の過料に処される。（会社法第976条第1項）

## 電磁的方法による決算公示
2001年の商法改正により、自社Webサイトに貸借対照表及び損益計算書を5年間継続して掲載することにより、決算公告に代えることができる「電磁的方法による決算公示」が認められた（旧商法第283条第5項）。これに伴い、日産自動車などでは新聞紙上への決算公告を廃止している。この趣旨は、2005年制定・2006年施行の会社法第440条第3項に引き継がれており、旧商法下と同様、会社法下においても掲載先WebサイトのURLを登記する必要がある。
「電磁的方法による決算公示」制度がきっかけとなって、次の2004年の商法改正において、「電子公告」制度が正式に導入・実施されることとなった。これにより、新聞への決算公告の掲載は大幅に減少した。ただしインターネットに関連するトラブル（通信回線や通信機器、サーバの故障など）の発生を考慮し、代替として「やむを得ない事由が生じたときは、日本経済新聞に掲載する」と規定している会社が多い。

なお、会社法施行に伴い、有価証券報告書提出会社で本制度を利用していた場合、5年間継続掲載義務が免除されることとなった。これは、法改正によって公示義務がなくなったこともあるが、そもそも証券取引法（当時）でより詳細な有価証券報告書が既に5年間継続開示されているため、実質的な意味を有さないためと思われる。会社によっては自社Webサイトへの貸借対照表や損益計算書の掲載を取り止め、EDINETへのリンクによって代替している場合がある。